# Hans Börner
Hans Börner (* 15. August 1927 in Dresden; † 7. Juni 2006) war ein deutscher Komponist, Kantor und Kapellmeister.

## Leben und Wirken
Hans Börner studierte  an der Hochschule für Musik und Theater Leipzig bei Johannes Weyrauch und Wilhelm Weismann u. a. Kirchenmusik, Komposition und Orgel. In Leipzig dirigierte er u. a. den Chor der Universität. Nach seinem Abschluss erhielt er in Dresden eine Stelle als Kantor an der St. Petri-Kirche, wo er neben dem regulären Kirchendienst den Chor und damit Konzerte u. a. mit Peter Schreier, Theo Adam und Mitgliedern Dresdner Orchester leitete. Nach einem Zusatzstudium an der Hochschule für Musik Carl Maria von Weber Dresden bei Eva Ander (Klavier) und Rudolf Neuhaus (Dirigieren) arbeitete er als Chefrepetitor des Staatsopernballetts an der Semperoper. An der Musikhochschule Dresden lehrte er im von ihm maßgeblich geprägten Studiengang Ballettkorrepetition.
Aus seiner Ehe mit der Flötistin und Hochschullehrerin Ruth Börner, geb. Hegewald gingen zwei Töchter hervor, darunter die Geigerin Annette Unger.

## Kompositionen
Börner komponierte Werke für Flöte, Blockflöte, Violine, Gesang, Kammermusik und Orchester. Aufführungen seiner Werke fanden in Deutschland, Österreich, Korea, der Schweiz u. a. an der Semperoper Dresden, mit dem Orchester der Landesbühnen Sachsen, beim Verein der Musikfreunde Wien sowie bei Festivals und Wettbewerben, u. a. beim Szymon Goldberg Competition statt. Veröffentlicht wurden seine Werke u. a. im Deutschen Verlag für Musik Leipzig.

## Diskografie
CD-Aufnahmen seiner Werke sind beim Label Genuin classics erschienen.